# Lee Jae-hyuk
Lee Jae-hyuk (* 20. Mai 1969 in Andong, Gyeongsangbuk-do) ist ein ehemaliger südkoreanischer Boxer. 
Lee gewann nach Siegen über Miguel Ángel González, Mexiko (5:0), Darren Hiles, Australien (3:2), Kirkor Kirkorow, Bulgarien (5:0), und Tomasz Nowak, Polen (5:0), und einer Niederlage gegen Daniel Dumitrescu, Rumänien (5:0), die Bronzemedaille bei den Olympischen Spielen 1988 im Federgewicht (-57 kg). Außerdem gewann er 1989 die Asienmeisterschaften und 1990 im Leichtgewicht (-60 kg) die Asienspiele.